# Violay
Violay é uma comuna francesa na região administrativa de Auvérnia-Ródano-Alpes, no departamento de Loire. Estende-se por uma área de 27,07 km². Em 2010 a comuna tinha 1 261 habitantes (densidade: 46,6 hab./km²).